# المحقق كونان: 15 دقيقة من الصمت
المحقق كونان: 15 دقيقة من الصمت (بالإنجليزية: Detective Conan: Quarter of Silence)‏ (باليابانية: 名探偵コナン 沈黙の15分، بالروماجي: Meitantei Konan: Chinmoku no Kwōtā) هو الفيلم الخامس عشر من سلسلة أفلام المحقق كونان. تم عرضه في 16 أبريل 2011 في السينما اليابانية.

## قصة الفيلم
كونان وران وفرقة المتحرين الصغار وآخرون يذهبون إلى مملكة الثلوج وفي بداية الأمر يتلقى محافظ طوكيو رسالة تهديد غامضة وفي نفس اليوم ستنفجر قنبلة في مترو الأنفاق الذي افتتح حديثا؛ ولكن كونان يستطيع أن ينقذ الجميع دون وقوع أي قتيل من انفجار النفق فتشتد الصراعات وتلتهب الأحداث، ويذهب للقرية التي يشتبه أن يكون فيها الفاعل ثم يبدأ بالبحث وتدور الأحداث إلى أن يكتشف الفاعل ثم يحاول الهرب منه بعدما وصل إلى اصدقائه الذين كانوا مستهدفين من قبل هذا الفاعل.
ويكون كونان قد عرف أن المجرم يزرع القنابل على السد ثم يحاول أن ينقذ القرية بسبب انهيار السد وخروج الماء من وراء ذلك السد فيصنع انهيارا ثلجيا لإنقاذ القرية وإيقاف المياه القادمة من السد ثم ينجح كونان في فعل ذلك ولكنه قد وقع داخل الانهيار الثلجي ثم يحاول الجميع أن ينقذوه بشتى الطرق ولكن قبل انتهاء مدة الخمسة عشر دقيقة يتمكن من إطلاق الكرة من حزامه ليرشد الجميع عن مكانه.

## روابط خارجية
- المحقق كونان: 15 دقيقة من الصمت على موقع IMDb (الإنجليزية)
- المحقق كونان: 15 دقيقة من الصمت على موقع Turner Classic Movies (الإنجليزية)
- المحقق كونان: 15 دقيقة من الصمت على موقع فيلمافينيتي (الإسبانية)
- المحقق كونان: 15 دقيقة من الصمت على موقع قاعدة بيانات الفيلم (الإنجليزية)
- المحقق كونان: 15 دقيقة من الصمت على موقع ليتربوكسد (الإنجليزية)
- المحقق كونان: 15 دقيقة من الصمت على موقع كينوبويسك (الروسية)
- المحقق كونان: 15 دقيقة من الصمت على موقع ANN anime (الإنجليزية)